# 倉富隆一郎
倉富隆一郎（くらとみ りゅういちろう、1979年4月25日 - ）は地方競馬の佐賀競馬場所属の調教師で元騎手。

## 来歴

### 騎手時代
10歳の頃から乗馬クラブに通い、高校は馬術推薦で入学したが中退。その後、佐賀競馬の川田孝好厩舎で下乗りとして入り、地方競馬教養センターに入所した。
1998年4月12日、佐賀競馬第3競走でミナミワンに騎乗しデビュー（8頭立て4着）。4月18日、第4競走をイメージエイシヨンで優勝し、3戦目で初勝利を挙げた。
1999年11月27日、佐賀7Rでトップゼアルに騎乗し1着となり、地方競馬通算100勝を716戦目で達成。同年はNARグランプリ優秀新人騎手賞を獲得した。
2000年5月6日の九州スプリントカップをサニーワールドで優勝し、重賞初制覇を飾る。この年は、マカオ見習騎手招待競走に出場した。
2008年2月11日、佐賀5Rでメイショウトウゲンに騎乗し1着となり、地方競馬通算500勝を4694戦目で達成。同年8月15日、サマーチャンピオンでヴァンクルタテヤマに当初騎乗予定だった赤木高太郎が落馬負傷のため乗り替わり騎乗し、1着となりダートグレード競走初制覇を挙げた。
2013年10月6日、佐賀競馬第3競走をドリームルーツで優勝し、8,061戦目にして地方競馬通算1000勝を達成した。
2015年1月11日、佐賀競馬第5競走をメイショウレイゲツで優勝し、地方競馬通算11,893戦目にして1,500勝を達成した。
2024年11月20日に発表された令和6年度第2回調教師免許試験に合格したため、11月30日をもって騎手を引退し、翌12月1日付で調教師免許を取得した。地方通算勝利数は1778勝。

### 調教師時代
2025年4月1日開業。同月26日、佐賀3Rで管理するブラウンキングズが1着になり、4月25日の初出走から、延べ4戦目で初勝利を挙げた。

## 主な騎乗馬
- サニーワールド（2000年九州スプリントカップ）
- ケイショウロメオ（2000年佐賀銀盃）
- ギオンパワー（2007年ロータスクラウン賞）
- ワンパクメロ（2007年・2008年九州大賞典、2007年・2008年中島記念、2008年はがくれ大賞典）
- オペラウィン（2008年ル・プランタン賞）
- ミトノコウモンダ（2008年荒尾ダービー）
- ヴァンクルタテヤマ（2008年サマーチャンピオン）
- ギオンゴールド（2008年九州ジュニアグランプリ、2009年花吹雪賞、ル・プランタン賞、荒尾ダービー、九州ダービー栄城賞、荒炎賞）
- インザエア（2010年ロータスクラウン賞）
- フサイチオフトラ（2012年はがくれ大賞典）
- エーシンヴンダバー（2013年カンナ賞）
- ハタノアブソルート（2013年大村湾賞）
- エイシンガリレイ（2015年錦江湾賞、2016年唐津湾賞）
- テイエムサンピラー（2017年鶴見岳賞、2018年春望賞）
- ヨシノファルコン（2017年天山賞）
- コスモハーキュリー（2018年大観峰賞）
- グレイトパール（2019年東海菊花賞、2022年九州大賞典）[9]
- フォークローバー（2020年・2021年佐賀オータムスプリント）
- ハヤブサマカオー（2022年朧月賞、あやめ特別）

出典: